# Psephania
Psephania is een kevergeslacht uit de familie van de boktorren (Cerambycidae). De wetenschappelijke naam van het geslacht werd voor het eerst geldig gepubliceerd in 2004 door Morati & Huet.

## Soorten
Psephania omvat de volgende soorten:
- Psephania malayana (Podaný, 1968)
- Psephania moultoni (Aurivillius, 1910)